# Anilios pilbarensis
Anilios pilbarensis — вид змій родини сліпунів (Typhlopidae). Ендемік Австралії.

## Поширення і екологія
Anilios pilbarensis мешкають в регіоні Пілбара у Західній Австралії. Вони живуть на кам'янистих рівнинах, порослих чагарниковими і спінніфексовими заростями.